# Phalonidia hypagosocia
Phalonidia hypagosocia es una especie de polilla del género Phalonidia, categorizada en la tribu Cochylini, de la subfamilia Tortricinae.
Fue descrita por Razowski en 1993 y publicada en Acta zool. cracov. 36: 167. Se distribuye por América del Sur: Bolivia, en el municipio de Mizque, departamento de Cochabamba.